# Mordella unisignata
Mordella unisignata es una especie de coleóptero de la familia Mordellidae. Presenta las siguientes subespecies: M. u. reducta y M. u. reducta.

## Distribución geográfica
Habita en Madagascar.